# 청산면 (연천군)
청산면(靑山面)은 대한민국 경기도 연천군의 동남부에 있는 면이다. 면적은 43.72 km2이며, 5개의 법정리, 12개의 행정리로 구성되어 있다.

## 지리
청산면은 연천군의 관문으로서 동쪽으로 한탄강 상류인 영평천을 중심으로 포천과 경계를 이루고 있으며, 남쪽으로는 동두천시, 북쪽으로는 한탄강을 중심으로 전곡읍과 마주하고 있다. 특산물로는 오이, 배추, 영지버섯이 있다.

## 역사

### 매소성 전투
청산면 대전리에 있는 대전리 산성은 나당 전쟁 당시 매소성으로, 675년에 신라와 당나라가 큰 전투를 벌였고 이 전투에서 신라는 당나라 20만 대군을 격파하여 나당 전쟁의 전세를 역전시켰다.

### 연혁
- 1466년 : 양주군 청송면(靑松面)

5리 - 백의, 궁평, 장탄, 초성, 대전리
- 1895년 : 포천군에 편입
- 1914년 4월 1일 : 일제의 부군면 통폐합으로 양주군 산내면(山內面)의 8개리(현 포천시 신북면 남청산 지역)를 병합하여 청송면과 산내면의 앞글자를 따서 청산면이라 함.

9리 - 백의, 궁평, 장탄, 초성, 대전, 덕둔, 금동, 삼정, 갈월리
- 1945년 11월 4일 : 면사무소가 있던 궁평리가 38선 이북이어서 면사무소를 38선 이남인 초성리에 둠.[1] 38선 이남인 초성·덕둔·금동·삼정·갈월리와 대전리 일부만 관할.
- 1954년 11월 17일 : 한국전쟁의 결과, 면의 전 지역이 수복되어 9개리 전역 관할.[2]
- 1983년 2월 15일 : 연천군으로 편입. 다만, 덕둔·금동·삼정·갈월 등 4개리(남청산 지역)는 포천군 신북면에 편입.[3]

## 행정 구역
| 법정리 | 한자명 | 행정리                             | 비고                |
| ------ | ------ | ---------------------------------- | ------------------- |
| 초성리 | 哨城里 | 초성1리, 초성2리, 초성3리, 초성4리 | 행정복지센터 소재지 |
| 대전리 | 大田里 | 대전1리, 대전2리                   |                     |
| 장탄리 | 長灘里 | 장탄1리, 장탄2리                   |                     |
| 궁평리 | 宮坪里 | 궁평1리, 궁평2리                   |                     |
| 백의리 | 白蟻里 | 백의1리, 백의2리                   |                     |

## 교육기관 . 관공서
- 궁평초등학교
- 백의초등학교
- 초성초등학교
- 청산중학교
- 청산우체국
- 연천우체국 초성출장소
- 연천소방서 청산119지역대
- 연천경찰서 청산파출소
- 전곡농협 청산지점
- 전곡농협 초성지점
- 초성리역